# Льєж (футбольний клуб)
«Льєж» (фр. Liège) — професійний бельгійський футбольний клуб з однойменного міста. Один з найстаріших клубів Бельгії, співзасновник Бельгійської футбольної асоціації, перший чемпіон Бельгії. Домашні матчі проводить на стадіоні «Рокур», який вміщує 3 500 глядачів.

## Історія
Футбольний клуб «Льєж» було засновано у 1892 році під назвою «Льєжуа». А вже у 1895-му клуб став одним із засновників Бельгійської футбольної асоціації. У 1896 році «Льєж» став першим чемпіоном Бельгії і до 2009 року залишався єдиною командою, яка жодного разу не вилітала з вищого дивізіону. До кінця XIX сторіччя клуб тричі здобував золоті нагороди чемпіонату. Ще два чемпіонських титули команда завоювала в сезонах 1951–52 та 1952–53. У 50-ті роки «Льєж» був єдиним клубом у Бельгії, який міг конкурувати з «Андерлехтом» у боротьбі за чемпіонство.
З 1965 по 1986 роки команда показувала погані результати і змогла залишитися у
першому дивізіоні лише завдяки вихованцям власної футбольної школи та вірним уболівальникам.
Наприкінці 80-х «Льєж» покращив результати у національних змаганнях і двічі всезонах 1988-89 та 1989-90 доволі успішно представляв країну на міжнародній арені. Крім цього в сезоні 1989-90 команда спромоглася здобути кубок Бельгії.
Проте, на жаль, після короткочасного підйому клуб збанкрутував і вимушений був продати стадіон. Починаючи з 1995 року команда кочує між другим та четвертим футбольними дивізіонами Бельгії.
У 1990 році клуб опинився у центрі уваги через гучну справу проти Жана-Марка Босмана. Ця справа суттєво вплинула на вільне пересування робочої сили та, як наслідок, трансферну політику футболістів у ЄС. Рішенням заборонені обмеження відносно легіонерів із країн ЄС в інших національних лігах і надані можливості гравцям ЄС вільно (без компенсації) переходити в інший клуб по завершенню договору.

## Досягнення
- Чемпіонат Бельгії:
  - Чемпіон (5): 1895–96, 1897–98, 1898–99, 1951–52, 1952–53
  - Срібний призер (3): 1896–97, 1958–59, 1960–61
- Кубок Бельгії:
  - Володар (1): 1989–90
  - Фіналіст (1): 1986–87
- Кубок бельгійської ліги:
  - Володар (1): 1986